# Миливојев штап и шешир
„Миливојев штап и шешир” – Aматерске глумачке свечаности (сусрети варошких позоришта Србије) настао је као пандан глумачким свечаностима „Миливоје Живановић” које се сваке године одржавају у Пожаревцу почетком априла, у част и славу глумачког позива, а ради трајног сећања на великана српске глумачке сцене Миливоја Живановића, рођеног Пожаревљанина.

## Концепт
По свом моделу су практично пресликане свечаности са двема значајним разликама: учесницима и наградама. Учесници су аматерска позоришта Србије, а награде су следеће: сваке вечери жири додељује по једну специјалну награду (за сликовито представљање лика) и једну главну награду – реплику Миливојевог штапа са гравираном плочицом и укориченим знамењем као уверењем о награди. Из круга сваковечерњих добитника штапа жири на крају фестивала бира и свеукупног победника. Тог победника, најбољег међу најбољима, дарује и Миливојевим шеширом са угравираном плочицом и укориченим знамењем, те тако тај глумац комплетира награду. Глумци који су сваке вечери добијали специјално признање за сликовито представљање свог лика не улазе у конкуренцију за Миливојев шешир, већ су конкуренти само добитници Миливојевог штапа.
Сходно таквој концепцији фестивал је добио префикс Аматерске глумачке свечаности , да би се нагласила његова сродност са професионалним глумачким свечаностима, а у суфиксацији (консигнацији) је назив – сусрети варошких позоришта Србије. Тиме је фестивал добио релативно дуг наслов, али је отклоњена свака сумња у значење садржаја и поетике. Оснивачи фестивала су пошли од претпоставке да не постоји професионални глумац који пре тога није покушао као аматер да открије своје занимање за позориште и утврди своје вредности. Тако је Миливоје Живановић постао једини глумац који има два фестивала у своју част – аматерски и професионални.

### Идејни творац и покретач фестивала
Драги Ивић је Фестивал осмислио и дао му име. Он је оформио програмску шему фестивала, руководећи се основном идејом да аматерске глумачке свечаности буду увод и претходница Глумачким свечаностима Миливоје Живановић. За разлику од тог фестивала, на коме се сваке вечери додељује уметничка графика - диплома Спомен на глумца, а на крају фестивала статуета Миливоја Живановића, ове, аматерске глумачке свечаности имају сликовитије и , свакако, необичније награде. Миливоје Живановић био је познат по свом шеширу и штапу, од којих се није одвајао ни као младић. Штап је, као и многи џентлмени, носио као део гардеробе, дендијевски и до пред сам крај живота није се њиме поштапао. Фотографија на којој се он, испред Југословенског драмског позоришта, види са штапом и шеширом, била је више него довољан повод да се смисле награде и формира основни логотип фестивала. Тако је ход према слави и традицији могао да почне.
Прве две године селектор фестивала је био Ивићев колега са класе, г. Александар Саша Волић који је својим ауторитетом и знањем утицао да најважнији, први, кораци буду сигурни и респектабилни. Значајна је и улога тадашњег директора Центра за културу Гордана Бојковића који је подржао напоре ове двојице колега.
Драги Ивић дипломирао је на групи за организацију сценских и културно-уметничких делатности (сада менаџмент и продукција позоришта, радија и културе) Факултета драмских уметности (позоришта, филма, радија и телевизије) у Београду, 1985. године. Током школовања постигао је, као ванредни студент, оцену 9.38, а на дипломском испиту оцењен је оценом десет. За дипломски рад (организационе карактеристике локалног радија на територији СР Србије без покрајина) награђен је Октобарском наградом Града Београда за најбоље научне радове ученика и студената. Ради у Центру за културу Пожаревац где је прошао радни пут од референта за РиП (реклама и пропаганда), шефа техничке службе, управника до помоћника директора. Од краја априла 2013. па до пензионисања априла 2019. године директор Центра за културу Пожаревац.

## Свечаности

### Прве свечаности
25. фебруарa – 1. мартa 2005.
- 25. 02. Градско позориште „Театар 91“ Алексинац -- Бранислав Нушић: „Ујеж“
- 26. 02. Позориште „Склониште у театру“ Батајница -- Драгослав Михајловић Михиз: „Дервиш и смрт“
- 27. 02. Драмски студио Дома омладине Крагујевац -- Јоаким Вујић: „Љубовнаја завист через једне ципеле“
- 28. 02. Драмски студио Ваљевске гимназије -- А. П. Чехов: „Далеке, миле брезе...“
- 01. 03. Позориште „Миливоје Живановић“ Центра за културу Пожаревац -- Вилијем Саројан: „Удубљење у души“

Жири је радио у саставу:
- Томо Курузовић, драмски уметник из Београда,
- Љубиша Ђокић, радник Центра за културу и
- Светлана Симеоновић, представник публике.

Монографијом „Милена Павловић Барили“ за сликовито представљање свога лика награђени су:
- Љиљана Андрић – Маринковић (Алексинац)
- Владимир Ђурђевић (Батајница)
- Ивана Вуковић (Крагујевац)
- Катарина Илић (Ваљево)
- Весна Рајковић (Пожаревац)

Награђени су репликом Миливојевог штапа и знамењем следећи глумци:
- Мила Динуловић , за улогу г. Лазићке (Алексинац)
- Мића Дудић за улогу дервиша (Батајница)
- Сандра Данчетовић за улогу баба-Стане (Крагујевац)
- Петар Нинић за улогу Бориса Алексејевича Тригоркина (Ваљево)
- Јовица Тошковић за улогу Краља (Пожаревац).

Најбољи глумац фестивала и добитник Миливојевог шешира и знамења била је Сандра Данчетовић.

### Друге свечаности
18-24. фебруарa 2006.
- 18. 02. Карловачка гимназија, Сремски Карловци -- Алан Менкен и Хауард Ешман: „Мала радња ужаса“ (енгл. Little shop of horrors)
- 19. 02. Аматерско позориште, Прокупље -- Иво Брешан: „Представа „Хамлета“ у селу Мрдуша Доња“
- 20. 02. Драмски студио Дома омладине, Крагујевац -- Питер Тернсон: „Зигер Загер“
- 21. 02. Позориште „Миливоје Живановић“ Центра за културу Пожаревац -- Владимир Војнович: „Доживљају војника Чонкина“
- 22. 02. КУД „Абрашевић“ и Ваљевска гимназија -- Милош Црњански: „Сеобе“
- 23. 02. Позориште Херцег Нови, Херцег Нови -- Миро Гавран: „Ноћ Богова“
- 24. 02. Позоришна секција КПЗ за жене Пожаревац -- Мирјана Ојданић: „Приватизација“„ (гостујућа представа у част завршетка фестивала)

Жири је радио у саставу:
- Томо Курузовић, драмски уметник из Београда,
- Радомир Ђорђевић, посленик драмског аматеризма и
- Зоран Миловановић, представник публике.

Монографијом „Милена Павловић Барили“ за сликовито представљање свог лика награђени су:
- Мирољуб Мировић (Прокупље)
- Филип Вукајловић (Крагујевац)
- Ненад Илић (Пожаревац)
- Љубивоје Марковић (Ваљево)
- Драган Ранђеловић (Алексинац)

Репликом Миливојевог штапа и знамењем награђени су:
- Ивана Гачић, за улогу продавачице (Сремски Карловци)
- Небојша Миленковић Јумба, за улогу партијског секретара Мата Букаре(Прокупље)
- Ивана Вуковић за лик мајке (Крагујевац)
- Саво Џинкић за лик управника колхоза (Пожаревац)
- Драган Лукић за улогу Павла Исаковича (Ваљево)
- Зоран Тројановић, за улогу луде (Херцег Нови)

Најбољи глумац фестивала и добитник Миливојевог шешира и знамења била је Ивана Вуковић.

### Треће свечаности
19 – 25. фебруарa 2007.
- 19. 02. Драмски студио Дома омладине, Крагујевац -- „Бети и Бу“
- 20. 02. Позориште „Миливоје Живановић“ Центра за културу Пожаревац -- Реј Куни: „Кидај од своје жене“
- 21. 02. Момчило Ћира Животић, вече сећања на Миливоја (перформанс ван конкуренције, услед отказа представе из Шида)
- 22. 02. Театар лесковачког културног центра, Лесковац -- Мајкл Фрејн: „Иза кулиса“
- 23. 02. Градско аматерско позориште, Рума -- Синиша Ковачевић: „ВИРУС“
- 24. 02. КУД „Абрашевић“ и Ваљевска гимназија -- Омнибус у адаптацији Мирослава Трифуновића „Четири годишња доба“
- 25. 02. Позориште „Раша Плаовић“, Уб -- Мирослав Трифуновић „Чаруга“

Жири је радио у саставу:
- Момчило Ћира Животић, глумац из Београда,
- Рајо Мирчић, глумац аматер и
- Миле Вељковић, публициста и културни посленик.

Монографијом „Милена Павловић Барили“ за сликовито приказивање лика награђени су:
- Стојан Ђорђевић (Крагујевац)
- Слободан Степић (Пожаревац)
- Миљана Марјановић (Лесковац)
- Драган Харак (Рума)
- Милица Милић (Ваљево)
- Марко Савковић (Уб)

Репликом Миливојевог штапа и знамењем награђени су:
- Милица Миленковић (Крагујевац)
- Миле Маринковић (Пожаревац)
- Наташа Станковић (Лесковац)
- Момчило Ћира Животић – почасно, ван конкуренције
- Милан Дудић (Рума)
- Филип Станић (Ваљево)
- Зоран Станковић (Уб)

Најбољи глумац фестивала и добитник Миливојевог шешира и знамења био је Миле Маринковић.

### Четврте свечаности
25. фебруарa – 2. мартa 2008.
- 25. 02. Позориште „Миливоје Живановић“, Пожаревац -- Милисав Миленковић „Јесте ли ми род...“
- 26. 02. Драмски студио Дома омладине, Крагујевац -- Мир-Јам: „Рањени орао“
- 27. 02. Лесковачки културни центар, Лесковац -- Јован Стерија Поповић: „Зла жена“
- 28. 02. Аматерско позориште „Мадач“ (Мадацх Сзинхаз) Зрењанин -- Марк Камолети „Одело не чини човека“ („Нем а руха тесзи аз емберт“)
- 29. 02. Градско аматерско позориште „Абрашевић“, Ваљево -- Бранислав Нушић: „Госпођа министарка“
- 01. 03. Академско позориште Студентског културног центра Ниш -- Иван В. Лалић: „У пламену страсти“
- 02. 03. КУД „Бранко Радичевић“ - драмски студио Божевац, победник фестивала „Живка Матић“ игра у част завршетка фестивала ван конкуренције М. Новковић „Камен за под главу“

Жири је радио у саставу:
- Павле Минчић, драмски уметник из Београда,
- Маја Татић, професор и редитељ-аматер и
- мр Драгана Мратић, представник публике.

Монографијом „Милена Павловић-Барили“ за сликовито представљање лика награђени су:
- Радиша Гвоздић (Пожаревац)
- Душан Исаиловић (Крагујевац)
- Немања Станковић (Лесковац)
- Золтан Коша (Зрењанин)
- Бранко Антонић (Ваљево)
- Никола Јовановић (Ниш)

Репликом Миливојевог штапа и знамењем награђени су:
- Драгиша Живадиновић за улогу Буквана Суругжића (Пожаревац)
- Нина Јошовић за улогу Мир-Јам (Крагујевац)
- Јована Илић за Султану (Лесковац)
- Карољ Изеле за улогу Жаклин (Зрењанин)
- Весна Катић Милић за улогу Живке Министарке (Ваљево)
- Ана Саковић за улогу Јелене (Ниш)

Најбољи глумац фестивала и добитник Миливојевог шешира и знамења била је Нина Јошовић.

### Пете свечаности
22-28. фебруарa 2009.
- 22. 02. Градско позориште „Абрашевић“, Ваљево -- Александар Поповић: „Развојни пут Боре Шнајдера“
- 23. 02. Позориште аматера Батајнице „Позориште у склоништу“, Батајница -- Бранислав Нушић: „Сумњиво лице“
- 24. 02. Позориште „Миливоје Живановић“ Центра за културу Пожаревац -- Мирјана Ојданић: „Траг људских зуба“
- 25. 02. Камерна сцена „Мирослав Антић“ Сента -- Борислав Пекић: „Цинцари или корешпонденција“
- 26. 02. Позориште лесковачког културног центра, Лесковац -- Вуди Ален: „Секс, лажи и дивље гуске“
- 27. 02. Драмски студио Дома омладине Крагујевац, Крагујевац -- Дора дел Бјанко: „Епитаф“
- 28. 02. Јавна културна установа Велико Градиште, Велико Градиште, драмски студио -- Ефраим Кишон: „Да ли је то била шева?“ Представа је играна у част завршетка фестивала, ван конкуренције.

Жири је радио у саставу:
- Радиша Драгојевић, културни посленик и глумац – аматер из Петровца на Млави,
- Лела Ликар, писац и новинар и
- Александар Лукић, писац.

Монографијом „Милена Павловић-Барили“ за сликовито представљање лика награђени су:
- Драган Вукић (Ваљево)
- Драган Миленковић (Батајница)
- Снежана Мандрашевић (Пожаревац)
- Милица Његован (Сента)
- Филип Радивојевић (Лесковац)
- Милица Миленковић (Крагујевац)

Репликом Миливојевог штапа и знамењем награђени су:
- Бранко Антонић за улогу Боре шнајдера (Ваљево)
- Миљан Војиновић, за улогу Жике писара (Батајница)
- Весна Рајковић, за улогу Гроздане (Пожаревац)
- Славољуб Матић за улогу Симеона Његована , Лупуса, Деде (Батајница)
- Никола Шћепановић за улогу Давида (Лесковац)
- Невена Нешковић, за улогу Јагоде (Крагујевац)

Најбољи глумац фестивала и добитник Миливојевог шешира и знамења био је Миљан Војиновић.

### Шесте свечаности
25. фебруарa – 2. мартa 2010.
- 25. 02. Студентски културни центар Ниш – академско позориште -- Патрик Марбер: „Bлиже“[5]
- 26. 02. Установа за културу и спорт, Аматерско позориште „Раша Плаовић“, Уб -- Александар Поповић: „Пазарни дан“
- 27. 02. Позориште „Мирослав Антић“, Сента -- Марио Варгас Љоса: „Лепе очи, ружне слике“
- 28. 02. Позориште „Миливоје Живановић“ Центра за културу Пожаревац -- Мирјана Ојданић: „Живот је све што те снађе“
- 01. 03. Позориште аматера Батајнице, „Склониште у театру“, Батајнице -- Миодраг Савић: „Опет плаче, ал' овог пута од среће“.
- 02. 03. КПЦ Петровац на Млави, АП „Бата Булић“, Петровац на Млави -- Христо Бојчев: „Пуковник птица“ Представа је играна ван конкуренције, у част завршетка фестивала.

Жири је радио у саставу:
- Светлана Херман, професор,
- Радмила Стефановић, наставник и
- Раде Станојевић, управник фондације „Миленин дом“ – Галерија „Милена Павловић Барили“

За сликовито представљање лика комплетом издања едиције „Браничево“ награђени су:
- Сања Јевић (Ниш)
- Зоран Аврамовић (Уб)
- Мирела Мачак (Сента)
- Синиша Станковић (Пожаревац)
- Мирко Марковић (Батајница)

Репликом Миливојевог штапа и знамењем награђени су:
- Милан Марковић за улогу Ларија (Ниш)
- Мира Симић, за улогу Даринке шанчинке (Уб)
- Бранислав Унгиновић за улогу др Сањелија (Сента)
- Снежана Мандашевић за улогу Добриле (Пожаревац)
- Зоран Страка за улогу Мунише (Батајница)

Најбољи глумац фестивала и добитник Миливојевог шешира и знамења био је Бранислав Унгиновић.

### Седме свечаности
18-23. фебруарa 2011.
- 18. 02. „Театар 5“ Београд—по мотивима романа Ентонија Барџиса: „Паклена поморанџа“ драматизатизација и режија Зоран Ракић
- 19. 02. Позориште КУД „Вук Караџић“, Лозница -- Љубомир Симовић: „Чудо у Шаргану“ режија и сценографија Зоран Грујић
- 20. 02. Аматерско позориште Културног центра „Радоје Домановић“, Рача -- Иво Брешан: „Представа Хамлета у селу Мрдуша Доња“, режија Дејан Цицмиловић
- 21. 02. Аматерско позориште Дома културе „Радивоје Увалић Бата“, Прокупље -- Душан Ковачевић: „Генерална проба самоубиства“, режија Милка Тошић
- 22. 02. Позориште „Миливоје Живановић“ - Центар за културу Пожаревац -- Александар Червински: „Позив на погубљење“, режија Јовица Тошковић
- 23. 02. Дом културе „Влада Марјановић“, драмски студио „Маска“ , Старо Село -- Ежен Јонеско: „Час“, режија Ђокица Миљковић

Жири је радио у саставу:
- Александар Лукић, књижевник
- Драгана Ивошевић, професор
- Ђино Јосић, новинар и глумац-аматер

За сликовито представљање лика награђени су:
- Снежана Здравковић (Београд)
- Александар Глигорић (Лозница)
- Урош Петровић (Рача)
- Мирољуб Мировић (Прокупље)
- Александра Станаревић (Пожаревац)

Репликом Миливојевог штапа и пригодним знамењем награђени су:
- Марко Ристивојевић (Београд)
- Бранислава Илић (Лозница)
- Небојша Вићентијевић (Рача)
- Срђан Живковић (Прокупље)
- Јовица Тошковић (Пожаревац)

Најбољи глумац фестивала изабран је из круга добитника штапа и „крунисан“ је шеширом Миливоја Живановића. То је на седмим свечаностима био Срђан Живковић из Прокупља.

### Осме свечаности
21-26. фебруарa 2012.
На овим свечаностима наступала су следећа позоришта и представе:
21. фебруар (уторак), велика сала у 20 сати
Позориште ''Миливоје Живановић'' Центра за културу Пожаревац
Ежен Јонеско: ''ЋЕЛАВА ПЕВАЧИЦА''
22. фебруар (среда) , велика сала у 20 сати
Аматерско позориште ''Крушка'' - Крушевац
Александар Поповић: ''ТАМНА ЈЕ НОЋ''
23. фебруар (четвртак) , велика сала у 20 сати
Установа за културу и спорт Уб - позориште ''Раша Плаовић''
Предраг Перишић - ХЕРОЈИ
24. фебруар (петак) , велика сала у 20 сати
Аматерско позориште Дома културе ''Радивој Увалић - Бата'' Прокупље
Синиша Ковачевић - ''СРПСКА ДРАМА''
25. фебруар (субота) , велика сала у 20 сати
Аматерско позориште Ковин
Карло Голдони - ''МИРАНДОЛИНА''
Специјална награда: Гордана Ратковић (гостионичарка Мирандолина)
Главна награда: Љубомир Радовић (Маркиз од Форлипополија)
26. фебруар (недеља), велика сала у 20 сати
КУД ''Обилић'' - АП Крњево
Душан Савковић: ''ЉУБАВ НА СЕОСКИ НАЧИН''
Представа се игра ревијално, у част проглашења победника
Жири је радио у саставу:
МИЛИЦА МИЛОСАВЉЕВИЋ, АДВОКАТ
ПРОФЕСОР МР САВО ЏИНКИЋ, РЕДИТЕЉ, ДРАМСКИ ПИСАЦ И ГЛУМАЦ-АМАТЕР И РАДИША ГВОЗДИЋ, ГЛУМАЦ АМАТЕР.
Специјалну награду за сликовито представљање лика добили су:
- Ивана Живковић (госпођа Мартин), Пожаревац
- Марко Павловић (Манојло Сувајац), Крушевац
- Милан Марковић (Михајло), Уб
- Срђан Живковић - Сиђа (Вукашин Катунац), Прокупље
- Гордана Ратковић (гостионичарка Мирандолина), Ковин

Главну награду вечери, реплику Миливојевог штапа и пригодно знамење добили су:
- Бојан Николић (г. Мартин) , Пожаревац
- Валентина Антић (Косара Ашкерц), Крушевац
- Александар Тадић (Радован), Уб
- Мирољуб Мировић - Фацир (Обрад Срећковић), Прокупље
- Љубомир Радовић (Маркиз од Форлипополија), Ковин

Победник Осмих сусрета варошких позоришта Србије, „Миливојев штап и шешир изабран је од ових пет глумаца и то је Александар Тадић са Уба.

### Девете свечаности
21-26. фебруарa 2013.
На деветим свечаностима наступала су следећа позоришта и представе:
21. II (ЧЕТВРТАК), велика сала у 20 сати
Дом културе Радивој Увалић Бата Прокупље
Ж. Хубач: ''РАТКО И ЈУЛИЈАНА''
22. II (ПЕТАК), велика сала у 20 сати
Градско позориште Абрашевић Ваљево
Бранислав Црнчевић: ''КАФАНИЦА, СУДНИЦА, ЛУДНИЦА''
23. II (СУБОТА), велика сала у 20 сати
Театар АРТ ЛИГНУМ Београд
Артур Лоренц: ''ПРИЧА СА ЗАПАДНЕ СТРАНЕ''
24. II (НЕДЕЉА), велика сала у 20 сати
Рачанско позориште Културног Центра Радоје Домановић - Рача Крагујевачка
Бранислав Нушић: ''ГОСПОЂА МИНИСТАРКА''
25. II (ПОНЕДЕЉАК), велика сала у 20 сати
Центар за културу Пожаревац - Позориште Миливоје Живановић
Семјуел Бекет: ''ЧЕКАЈУЋИ ГОДОА''
26. II (УТОРАК), велика сала у 20 сати
Ревијално, у част проглашења победника и завршетка фестивала наступило је позориште Креативни хаос Смедерево, са представом Трамвај звани жеља.
Жири је радио у саставу:
Весна Џино, професор српског језика и књижевности
Ивана Гавран, дипломирани продуцент сценских делатности и
Благоје Савововић, глумац - аматер, председник жирија.
Специјалну награду за сликовито представљање лика добили су:
- Мирољуб Мировић Фацир (Прокупље) за улогу Јеротија.
- Бранко Антонић (Ваљево) за улогу Мота.
- Дамир Вујовић (Београд) за улогу Тонија.
- Урош Петровић (Рача Крагујевачка) за улогу Чеде.
- Бојан Николић (Пожаревац) за улогу Ликија.

Реплику Миливојевог штапа за најбољег актера вечери добили су:
- Небојша Миленковић Јумба (Прокупље) за улогу Адама Отела.
- Горанка Калембер Лучић (Ваљево) за улогу Љиљане.
- Тинка Миладиновић (Београд) за улогу Марије.
- Горица Милојевић (Рача Крагујевачка) за улогу Живке министарке.
- Радиша Гвоздић (Пожаревац) за улогу Естрагона.

Победник Деветих аматерских глумачких свечаности, сусрета варошких позоришта Србије, изабран је између ових пет учесника и то је Горанка Калембер Лучић из Ваљева.

### Десете свечаности
20-25. фебруарa 2014.
На Десетим свечаностима наступала су следећа позоришта и представе:
20. фебруар (ЧЕТВРТАК), велика сала у 20 сати
Културно-просветни центар Петровац на Млави, Аматерско позориште Бата Булић
Бранислав Нушић: ''НАРОДНИ ПОСЛАНИК''
21. фебруар (ПЕТАК), велика сала у 20 сати
Градско позориште Абрашевић Ваљево
По мотивима Радоја Домановића : ''СТРАДИЈА''
22. фебруар (СУБОТА), велика сала у 20 сати
Установа за културу и спорт Уб- позориште Раша Плаовић
Милица Новковић: ''КАМЕН ЗА ПОД ГЛАВУ''
23. фебруар (НЕДЕЉА), велика сцена у 20 сати
Позориште Горњи Милановац
Чехов: ''МЕДВЕД'' и друге једночинке
24. фебруар (ПОНЕДЕЉАК), велика сала у 20 сати
Позориште Миливоје Живановић Центра за културу Пожаревац
В. Сологуб: ''НЕСРЕЋА ЗБОГ НЕЖНОГА СРЦА''
25. фебруар (УТОРАК), велика сала у 20 сати
Алексиначко аматерско позориште
Јован Стерија Поповић: ''ЛАЖА И ПАРАЛАЖА''
Жири је радио у саставу:
АЛЕКСАНДАР ДУНИЋ, драмски уметник из Београда
ТАЊА БАБЕЈИЋ , психолог
ДРАШКО ГРУЈИЋ, професор, просветни саветник
Специјалну награду за сликовито представљање лика добили су:
- Љубомир Денић (Петровац) за улогу Срете.
- Мирослав Мандић (Ваљево) за више улога.
- Александар Тадић(Уб) за улогу Новака.
- Драшко Обреновић (Горњи Милановац) за улогу Ивана Ивановича Њухина.
- Бојан Николић (Пожаревац) за улогу Василија Петровича.

Реплику Миливојевог штапа за најбољег актера вечери добили су:
- Добривоје Петровић (Петровац на Млави) за улогу Јеврема.
- Мирослав Трифуновић (Ваљево) за улогу Странца.
- Воја Раонић (Уб) за улогу Вучка.
- Предраг Лошић (Горњи Милановац) за улогу Ивана Ивановича Толкачова.
- Марија Богдановић (Пожаревац) за улогу Дарје Семјоновне.

Победник Десетих аматерских глумачких свечаности, сусрета варошких позоришта Србије, изабран је између ових пет учесника и то је Предраг Лошић из Горњег Милановца.

### Једанаесте свечаности
11-22. фебруарa 2015.
На једанаестим аматерским глумачким свечаностима наступала су следећа позоришта и представе:
17. фебруар (уторак), велика сала у 20 сати
Камерна сцена Мирослав Антић Сента
Бранислав Нушић : ОЖАЛОШЋЕНА ПОРОДИЦА
18. фебруар (среда), велика сала у 20 сати
Позориште Миливоје Живановић Центра за културу Пожаревац
Антон Павлович Чехов: ''УЈКА ВАЊА''
19. фебруар (четвртак), велика сала у 20 сати
Театар 011 Београд
Леон Ковке ''ШЕЋЕРНА ВОДИЦА''
20. фебруар (петак), велика сала у 20 сати
Градско позориште Абрашевић Ваљево
Тамара Јаковљевић и Мирослав Трифуновић: МИШИЋИ
21. фебруар (субота), велика сала у 20 сати
Театар 5 Београд
Бранислав Нушић ''ГОСПОЂА МИНИСТАРКА''
22. фебруар (недеља), велика сала у 20 сати
АП Обилић Крњево
Мајкл Фејн: ''ИЗА КУЛИСА''
(представа је играна ревијално, у част проглашења победника).
Жири је радио у саставу:
АЛЕКСАНДАР ДУНИЋ, драмски уметник из Београда
ТАЊА БАБЕЈИЋ , психолог
ДРАШКО ГРУЈИЋ, професор, просветни саветник
Специјалну награду за сликовито представљање лика добили су:
- Гордана Николић (Сента) ) за улогу Виде, Танасијеве жене.
- Синиша Станковић (Пожаревац ) за улогу ујка-Вање.
- Илија Благојевић (Београд) за више улога.
- Бранко Антонић (Ваљево) за улогу оца.
- Ђорђе Накић (Београд) за улогу ујка-Васе .

Реплику Миливојевог штапа за најбољег актера вечери добили су:
- Бранислав Унгиновић (Сента) за улогу Агатона.
- Бојан Николић (Пожаревац) за улогу доктора Астрова.
- Јована Петровић (Београд) за улогу Бранке.
- Драган Лукић (Ваљево) за улогу војводе Живојина Мишића.
- Марија Николић (Београд) за улогу Живке Министарке.

Победник Једанаестих аматерских глумачких свечаности, сусрета варошких позоришта Србије, изабран је између ових пет учесника и то је Марија Николић из Београда.

### Дванаесте свечаности
23-28. фебруарa 2016.
На дванаестим аматерским глумачким свечаностима наступала су следећа позоришта и представе:
23. фебруар (уторак), мала сала у 20 сати
Позориште Горњи Милановац
Жан Батист Поклен де Молијер : ТАРТИФ
24. фебруар (среда), мала сала у 20 сати
Позориште Миливоје Живановић Центра за културу Пожаревац
Џозеф Кесерлинг: ''АРСЕНИК И СТАРЕ ЧИПКЕ''
25. фебруар (четвртак), мала сала у 20 сати
Алексиначко аматерско позориште Алексинац
Јован Стерија Поповић : ''ПОКОНДИРЕНА ТИКВА''
26. фебруар (петак), мала сала у 20 сати
Академско позориште СКЦ Крагујевац
Фридрих Диренмат : САНАТОРИЈУМ
27. фебруар (субота), мала сала у 20 сати
Театар 5 Београд
Жорж Фејдо ''БУБА У УХУ''
28. фебруар (недеља), мала сала у 20 сати
ОАП Бранислав Нушић Центра за културуМало Црниће
Николај Гогољ: ''РЕВИЗОР''
(представа је играна ревијално, у част проглашења победника).
Жири је радио у саставу:
ДРАШКО ГРУЈИЋ, професор, просветни саветник
Мр МАРИЈА ВИЛОТИЋ, глумац-аматер
ЈЕЛЕНА ИЛИЋ ЛЕЛА професор разредне наставе
Специјалну награду за сликовито представљање лика добили су:
- Марија Тодоровић (Горњи Милановац) ) за улогу Дорине.
- Жељко Светомировић (Пожаревац ) за улогу наредника О’Харе.
- Виобран Голубовић (Алексинац) за улогу Јована.
- Јана Михаиловић (Крагујевац) за улогу сестре Марте Бол.
- Ђорђе Накић (Београд) за улоге Виктора Емануела Шандебиза и Поша.

Реплику Миливојевог штапа за најбољег актера вечери добили су:
- Бранко Кнежевић (Горњи Милановац) за улогу Оргона.
- Весна Рајковић (Пожаревац) за улогу Марте Бруснер.
- Зорица Стевановић (Алексинац) за улогу Феме.
- Стефан Павловић (Крагујевац) за улогу Мебијуса.
- Андреј Пиповић (Београд) за улогу Камија Шандебиза.

Победник Дванаестих аматерских глумачких свечаности, сусрета варошких позоришта Србије, изабран је између ових пет учесника и то је Андреј Пиповић из Београда.

### Тринаесте свечаности
24. фебруарa - 1. марта 2017.
На тринаестим аматерским глумачким свечаностима наступала су следећа позоришта и представе:
24. фебруар (петак), велика сала у 20 сати
Студио БИС Београд
Ричард Бах : ЛЕТ
25. фебруар (субота), велика сала у 20 сати
Камерна сцена Мирослав АнтићСента
Дора дел Бјанко : ''ЕПИТАФ''
26. фебруар (недеља), велика сала у 20 сати
Академско позориште СКЦ Крагујевац
Мирослав Петровић : ''ЕРА ОЖАЛОШЋЕНИХ''
27. фебруар (понедељак), велика сала у 20 сати
Милановачко аматерско позориште Горњи Милановац
Душан Ковачевић : ДР ШУСТЕР
28. фебруар (уторак), велика сала у 20 сати
Позориште ''Миливоје Живановић'' ЦЗК Пожаревац
Душан Ковачевић ''МАРАТОНЦИ ТРЧЕ ПОЧАСНИ КРУГ''
1. март (среда), велика сала у 20 сати
Аматерско позориште КУД Обилић Крњево
Синиша Ковачевић: ''СРПСКА ДРАМА''
(представа је играна ревијално, у част проглашења победника).
Жири је радио у саставу:
Мр Ненад Деспотовић, глумац и редитељ
Светлана Митровић, правник
Бојан Гачевић, уредник програма у Центру за културу
Специјалну награду за сликовито представљање лика добили су:
- Ива Ивановић (Београд) ) за улогу Флечера.
- Радован Зубац (Сента) за улогу Хорација.
- Петар Петровић (Крагујевац) за улогу Њега.
- Марија Крсмановић (Горњи Милановац) за улогу Дивне.
- Синиша Станковић (Пожаревац) за улогу Аксентија.

Реплику Миливојевог штапа за најбољег актера вечери добили су:
- Лидија Савић (Београд) за улогу галеба Џонатана Ливингстона.
- Љубица Романдић (Сента) за улогу Јагоде.
- Стефан Павловић (Крагујевац) за улогу Кундака.
- Драшко Обреновић (Доњи Милановац) за улогу др Шустера.
- Валентино Ољача (Пожаревц) за улогу Мирка.

Победник тринаестих аматерских глумачких свечаности, сусрета варошких позоришта Србије, изабран је између ових пет учесника и то је Драшко Обреновић Горњег Милановца.

### Четрнаесте свечаности
23-28. фебруара 2018.
На Четрнаестим аматерским глумачким свечаностима наступала су следећа позоришта и представе:
23. фебруар (петак), велика сала у 20 сати
Градско позориште Абрашевић Ваљево
Душан Ковачевић : МАРАТОНЦИ ТРЧЕ ПОЧАСНИ КРУГ
24. фебруар (субота), велика сала у 20 сати
Позориште Миливоје ЖивановићЦентра за културу Пожаревац
Жорж Фејдо : ''ИДЕМО У ЛОВ''
25. фебруар (недеља), велика сала у 20 сати
Театар пет Београд
Зоран Ракић : ''ЗАТВОРСКИ БЛУЗ''
26. фебруар (понедељак), велика сала у 20 сати
Temple of Art Јагодина
Владимир Ђорђевић : НЕ ИГРАЈ НА ЕНГЛЕЗЕ
27. фебруар (уторак), велика сала у 20 сати
Милановачко позориште Горњи Милановац
Жан Батист Поклен Молијер ''ТВРДИЦА''
28. фебруар (среда), велика сала у 20 сати
Позориште Креативни хаос Смедерево
Љубомир Симовић: ''ПУТУЈУЋЕ ПОЗОРИШТЕ ШОПАЛОВИЋ''
(представа је играна ревијално, у част проглашења победника).
Жири је радио у саставу:
Вера Зарић Митровић, директорка Народне библиотеке Илија М. Петровић у Пожаревцу
Весна Пејић, професор разредне наставе
Слободан Степић, професионални глумац
Специјалну награду за сликовито представљање лика добили су:
- Бранко Антонић (Ваљево).
- Синиша Станковић (Пожаревац).
- Александар Даниловић (Београд).
- Стефан Панић (Јагодина).
- Драшко Обреновић (Горњи Милановац).

Реплику Миливојевог штапа за најбољег актера вечери добили су:
- Љубивоје Бубе Марковић(Ваљево) за улогу Лакија.
- Валентино Ољача (Пожаревац) за улогу Морисеа.
- Саша Вукић (Београд) за улогу шефа Костића.
- Милош Милошевић (Јагодина) за улогу Пауна.
- Марија Крсмановић (Горњи Милановац) за улогу фросине.

Победник Четрнаестих аматерских глумачких свечаности, сусрета варошких позоришта Србије, изабран је између ових пет учесника и то је Валентино Ољача из Пожаревца.

### Петнаесте свечаности
23-28. фебруара 2019.
На Петнаестим аматерским глумачким свечаностима наступала су следећа позоришта и представе:
22. фебруар (петак), велика сала у 20 сати
Студио Бис Београд
Јован Стерија Поповић : ПОКОНДИРЕНА ТИКВА
23. фебруар (субота), велика сала у 20 сати
Позориште Бранислав Нушић Шид
Ен Рајс : ''БАЛ ВАМПИРА''
24. фебруар (недеља), велика сала у 20 сати
Студентски културни центар Крагујевац
Данило Киш : ''ПЕШЧАНИК''
25. фебруар (понедељак), велика сала у 20 сати
Позориште М.Живановић Центра за културу Пожаревац
Љубомир Симовић : ЧУДО У ШАРГАНУ
26. фебруар (уторак), велика сала у 20 сати
Милановачко позориште Горњи Милановац
Душан Ковачевић ''ПРОФЕСИОНАЛАЦ''
27. фебруар (среда), велика сала у 20 сати
Позориште Креативни хаос Смедерево
Николај Кољада: ''МУРЛИН МУРЛО''
(представа је играна ревијално, у част проглашења победника).
Жири је радио у саставу:
Александар Дунић, драмски уметник
Др Јасмина Николић, директор Историјског архива Пожаревац
Душан Шукљевић, адвокат
Специјалну награду за сликовито представљање лика добили су:
- Андреа Алвировић (Београд).
- Цветин Аничић, у име ансамбла (Шид).
- Алекса Свиларов (Београд).
- Валентино Ољача (Пожаревац).
- Предраг Лошић (Горњи Милановац).

Реплику Миливојевог штапа за најбољег актера вечери добили су:
- Александра Пантић(Београд) за улогу Феме.
- Миа Продић (Шид) за улогу градоначелникове жене.
- Илија Ивановић (Крагујевац) за улогу Едуарда Сама.
- Снежана Мандрашевић (Пожаревац) за улогу Иконије.
- Бранко Крсмановић (Горњи Милановац) за улогу Луке Лабана.

Победник Петнаестих аматерских глумачких свечаности, сусрета варошких позоришта Србије, изабран је између ових пет учесника и то је Бранко Кнежевић из Горњег Милановца.

### Шеснаесте свечаности
24. фебруар-1. март 2020.
На Шеснаестим аматерским глумачким свечаностима наступала су следећа позоришта и представе:
24. фебруар (понедељак), велика сала у 20 сати
Позориште Кастелум Костолац
Небојша Ромчевић : Каролина Нојбер
25. фебруар (уторак), велика сала у 20 сати
Позориште Крик Крагујевац
Фридрих Диренмат : ''Посета старе даме''
26. фебруар (среда), велика сала у 20 сати
Градско позориште Јаогодина
Марк Камолети : ''Пиџама за шесторо''
27. фебруар (четвртак), велика сала у 20 сати
Позориште М.Живановић Центра за културу Пожаревац
Небојша Ромчевић : Уморни
28. фебруар (петак), велика сала у 20 сати
Академско позориште СКЦ Крагујевац
Марија Стојановић ''Хамелн'' по мотивима текста Пацоловац
29. фебруар (субота), велика сала у 20 сати
Милановачко позориште Горњи Милановац
А. Р. Гарни ''Силвија''
1. март (недеља), велика сала у 20 сати
Театар Ресава Деспотовац
Драгослав Михаиловић ''Протуве пију чај''
(представа је играна ревијално, у част проглашења победника).
Жири је радио у саставу:
Дејан Цицмиловић, глумац, председник жирија
Соња Мирић-Младеновић, директорка Националне службе за запошљавање Пожаревац
Драгиша Живадиновић, глумац аматер
Специјалну награду за сликовито представљање лика добили су:
- Валентино Ољача(Костолац).
- Константин Стојадинов(Крагујевац).
- Ненад Петровић(Јагодина).
- Бојан Николић (Пожаревац).
- Алекса Свиларов (Крагујевац).
- Михаило Ристић (Горњи Милановац).

Реплику Миливојевог штапа за најбољег актера вечери добили су:
- Наташа Роквић(Костолац)
- Јана Мијаиловић (Крагујевац).
- Марија Дебељаковић Стефановић (Јагодина)
- Зоран Живковић (Пожаревац)
- Илија Ивановић (Крагујевац)
- Татјана Рашић (Горњи Милановац).

Победник Шеснаестих аматерских глумачких свечаности, сусрета варошких позоришта Србије, изабран је између ових шест учесника и то је Марија Дебељаковић Стефановић из Јагодине.

### Седамнаесте свечаности
22. фебруар-1. март 2021.
На Седамнаестим аматерским глумачким свечаностима наступала су путем линка, због мера за спречавање епидемије вирусом Ковид 19 следећа позоришта и представе:
22. фебруар (петак), 20 сати
Академско позориште СКЦ Крагујевац
Иштван Еркењ : Тотови
23. фебруар (субота), 20 сати
Позориште Шмиранти Нови Сад
Реј Куни : ''Луда Лова''
24. фебруар (недеља), 20 сати
АП Мирко Таталовић Ћира Нова Пазова
Миро Гавран : ''Све о женама''
25. фебруар (понедељак), 20 сати
Позориште Театар 13 Блаце
Стеван Коприцивица : Три сореле
26. фебруар (уторак), 20 сати
Градско позориште Јагодина
Новица Савић ''Опет плаче ал сад од среће''
27. фебруар (среда), 20 сати
Позориште ''Миливоје Живановић Пожаревац
Бранислав Нушић: ''Ожалошћена породица''
28, фебруар (четвртак), 20 сати
Позориште ''Раша Плаовић Уб
По филмском сценарију Небојше Пајкића и Слободана Шијана: ''Давитељ против давитеља''
1. март (петак), 20 сати
Центар за културу ''Масука'' - омладинска сцена Велика Плана
Семјуел Бекет ''Чекајући Годоа''
(представа је играна ревијално, у част проглашења победника).
Жири је радио у саставу:
Весна Становић, глумица.
Вера Зарић Митровић, директор Народне библиотеке Пожаревац.
Љиљана Дабић, директор Галерије Милена Павловић Барили.
Специјалну награду за сликовито представљање лика добили су:
- Јулија Вучковић(Крагујевац).
- Милош Малешевић(Нови Сад).
- Ивана Гашић Грбић (Нова Пазова).
- Саша Савић (Блаце).
- Петар Митић (Јагодина).
- Благоје Савовић (Пожаревац).

Реплику Миливојевог штапа за најбољег актера вечери добили су:
- Милица Ђорђевић(Крагујевац)
- Давид Мијатовић (Нови Сад).
- Бојана Урошевић (Нова Пазова)
- Ленка Чојбашић (Блаце)
- Виолета Пешић (Јагодина)
- Гордана Митић(Пожаревац).

Победник Седамнаестих аматерских глумачких свечаности, сусрета варошких позоришта Србије, изабран је између ових шест учесника и то је Бојана Урошевић из Нове Пазове.

### Осамнаесте свечаности
23-28. фебруар 2022.
На Осамнаестим аматерским глумачким свечаностима наступала су следећа позоришта и представе:
23. фебруар (субота), 20 сати, велика сала
Аматерско позориште Смедеревска Паланка
Дора дел Бјанко : ''Епитаф''
24. фебруар (недеља), 20 сати, велика сала
Позориште Драгољуб Милосављевић Гула КПЦ Петровац на Млави
Реј Куни, Џорџ Чепмен : ''Позови ме ради прељубе''
25. фебруар (понедељак), 20 сати, велика сала
Рачанско позориште КЦ Радоје Домановић Рача
Александар Поповић : ''Смртоносна мотористика''
26. фебруар (уторак), 20 сати, велика сала
Позориште Миливоје Живановић Центра за културу Пожаревац Пожаревац
Душан Ковачевић : Генерална проба самоубиства
27. фебруар (среда), 20 сати, велика сала
Градско позориште Уб
В. Ђорђевић ''Бајка о позоришту''
28. фебруар (четвртак), 20 сати, велика сала
Позориште Драгољуб Милосављевић Гула КПЦ Петровац на Млави
Бранислав Нушић: ''Не очајавајте никад'' (ревијално, у част победника).
Жири је радио у саставу:
Владимир Рис, професор.
Јелена Илић, професор.
Миодраг Лазаревић, књижевник.
Специјалну награду за сликовито представљање лика добили су:
- Дијана Влајић(Смедеревска Паланка).
- Часлав Чупић(Петровац на Млави).
- Златко Илић (Рача).
- Наташа Илић (Пожаревац).
- Владимир Тадић (Уб).

Реплику Миливојевог штапа за најбољег актера вечери добили су:
- Марко Богдановић(Смедеревска Паланка).
- Јован Ивковић(Петровац на Млави).
- Мирјана Марушић Аџић (Рача).
- Драгана Стојановић (Пожаревац).
- Воја Раонић (Уб).

Победник Осамнаестих аматерских глумачких свечаности, сусрета варошких позоришта Србије, изабран је између ових пет учесника и то је Воја Раонић са Уба.

### Деветнаесте свечаности
20-25. фебруар 2023.
На Деветнаестим аматерским глумачким свечаностима наступала су следећа позоришта и представе:
20. фебруар (понедељак), 20 сати, велика сала
Трстеничко позориште и драмски атеље ''Вук Караџић'' Грабовац
Синиша Ковачевић: ''Српска драма''
21. фебруар (уторак), 20 сати, велика сала
Удружење Пркос/театар Инат и КЦ Златибор
Љубомир Симовић: ''Чудо у Шаргану''
22. фебруар (среда), 20 сати, велика сала
Српски културни центар ''Стеван Сремац'' Сента
Александар Поповић: ''Развојни пут Боре Шнајдера''
23. фебруар (четвртак), 20 сати, велика сала
Позориште Миливоје Живановић Центра за културу Пожаревац Пожаревац
Аугуст Стриндберг: Отац
24. фебруар (петак), 20 сати, велика сала
Позориште Поетски театар Обреновац
Радоје Радосављевић: ''На точковима''
25. фебруар (субота), 20 сати, велика сала
Центар за културу Мало Црниће
Бранислав Нушић: ''Др''
(ревијално, у част победника).
Жири је радио у саставу:
Иван Вучковић, драмски уметник.
Данијела Жуковски, професор, директор Пожаревачке гимназије.
Влада Винкић, новинар.
Специјалну награду за сликовито представљање лика добили су:
- Андреја Јовановић (Трстеничко позориште/Грабовац).
- Александра Бонџулић (Златибор).
- Гордана Николић (Сента).
- Гордана Митић (Пожаревац).
- Александар Милићевић (Обреновац).

Реплику Миливојевог штапа за најбољег актера вечери добили су:
- Душан Јовић (Трстеничко позориште/Грабовац).
- Марија Маричић (Златибор).
- Бранислав Унгиновић (Сента).
- Наташа Илић (Пожаревац).
- Теодора Петровић (Обреновац).

Победник Деветнаестих аматерских глумачких свечаности, сусрета варошких позоришта Србије, изабран је између ових пет учесника и то је Душан Јовић из Трстеника/Грабовца.

### Двадесете свечаности
26.фебруар - 3. март  2024.
На Двадесетим глумачким свечаностима наступала су следећа позоришта и представе:
26. фебруар (понедељак), 20 сати, велика сала
Градско позориште Јагодина
Велимир Митровић: ''ОМЧА''
27. фебруар (уторак), 20 сати, велика сала
Удружење АП "Ђорђе Дамјанов Ђекша"]] Јаша Томић
Стеван Сремац: ''Поп Ћира и поп Спира''
28. фебруар (среда), 20 сати, велика сала
[[
Академско позориште СКЦ]] Крагујевац
Бечка столица
29. фебруар (четвртак), 20 сати, велика сала
Позориште 
Креативни центар "The State of Art" Панчево
Убили смо маму, замало
1. март (петак), 20 сати, велика сала
Позориште Миливоје Живановић Центра за културу Пожаревац
''Нормалан, а луд''
2. март (субота), 20 сати, велика сала
Поетски театарОбреновац
Душан Ковачевић: ''Клаустрофобична комедија''
3. март, ревијално, у част победника:
Позориште Бранислав Нушић Мало Црниће.
''Иза божјих леђа''
Жири је радио у саставу:
Божидар Ђуровић, редитељ и професор
Др Гордан Бојковић, проф. директор Народног музеја Пожаревац
Драгана Ивошевић, проф. у пензији
Специјалну награду за сликовито представљање лика добили су:
- Марија Дебељаковић (Јагодина)
- Данка Пека (Јаша Томић)
- Анђелија Шљивић (Крагујевац)
- Александер Заин (Панчево)
- Сара Траиловић (Пожаревац)
- Ненад Симеуновић (Обреновац)

Реплику Миливојевог штапа за најбољег актера вечери добили су:
- Бојан Милорадовић (Јагодина)
- Александра Радивој (Јаша Томић)
- Стефан Вуковић (Крагујевац)
- Алиса Оравец (Панчево)
- Валентино Ољача (Пожаревац)
- Александар Тадић (Обреновац)

Победник Двадесетих аматерских глумачких свечаности, сусрета варошких позоришта Србије, изабран је између ових шест учесника и то је Александар Тадић из Ореновца чиме је постао први глумац који је за 20 година фестивала двапут добио главну награду.

### Двадесет прве свечаности
24. фебруар - 1. март  2025.
На Двадесет првим глумачким свечаностима наступала су следећа позоришта и представе:
24. фебруар (понедељак), 20 сати, велика сала
Рачанско позориште Културног центра "Радоје Домановић"
Тиса Милић: ''Прича о једном летовању''
25. фебруар (уторак), 20 сати, велика сала
Аматерско "СБ" позориште Сокобања
Милан Гргић: ''Пробуди се, Като''
26. фебруар (среда), 20 сати, велика сала
Градско позориште Јагодина
Ко је овде луд?
27. фебруар (четвртак), 20 сати, велика сала
Позориште "Миливоје Живановић" ЦзК Пожаревац
Милан Миловановић: Званична верзија
28. фебруар (петак), 20 сати, велика сала
Позориште“ Стеван Сремац“ Дома културе Црвенка
Николај Кољада: "Полонеза Огињског"
1. март (субота), 20 сати, велика сала, ревијално, у част победника
АП "Драгољуб Милосављевић Гула" КПЦ Петровац на Млави
Љубомир Симовић: ''Хасанагињица
Жири је радио у саставу:
Александар Тадић, глумац, Радомир Мирчић, глумац Позоришта "Миливоје Живановић" и Драган Јацановић, археолог
Специјалну награду за сликовито представљање лика добили су:
- Анђела Аџић за улогу Катарине (Рача)
- Милош Младеновић за улогу Љубе Пајсера (Соко Бања)
- Оливера Константиновић за улогу Беле (Јагодина)
- Марија Вајнер за улогу Викторије (Пожаревац)
- Гордана Мештер за улогу Људмиле (Црвенка)

Реплику Миливојевог штапа за најбољег актера вечери добили су:
- Немања Лугавац за улоге Наратора, Шверцера, Стопера и Цариника (Рача)
- Ненад Станисављевић за улогу Игора (Соко Бања)
- Ненад Петровића за улогу Стојана (Јагодина)
- Марија Перић за улогу Татјане (Пожаревац)
- Цвијета Јовановић Мучалица за улогу Тање (Црвенка)

Победник Двадесет првих аматерских глумачких свечаности, сусрета варошких позоришта Србије, изабран је између ових пет учесника и то је Цвијета Јовановић Мучалица  из Црвенке.